# Jöns Jakob Berzelius

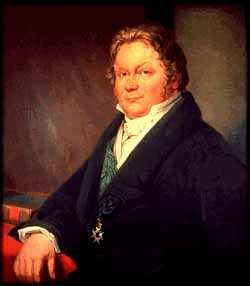
Jöns Jakob Berzelius

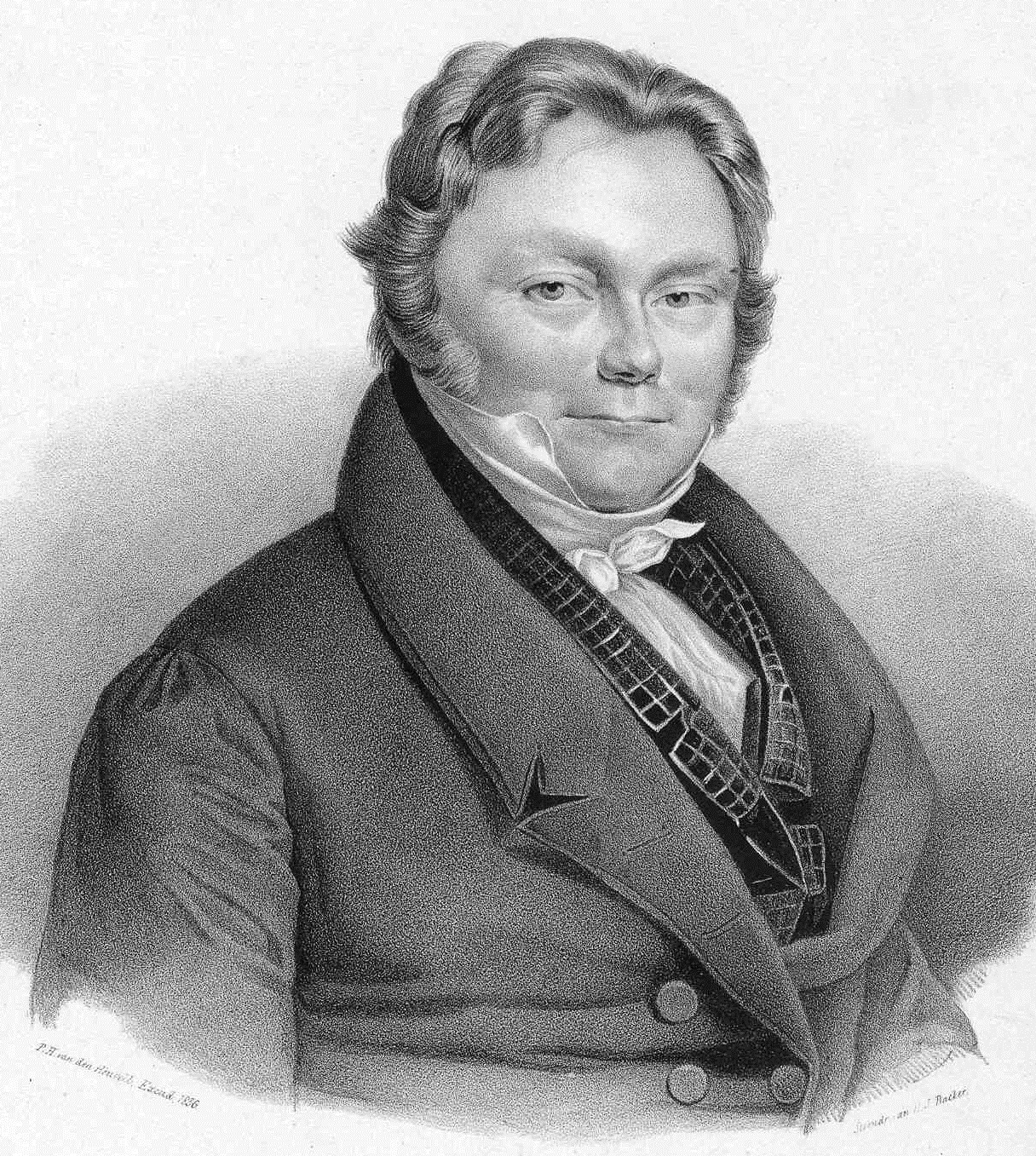
Berzelius in einer Lithographie von 1836

Jöns Jakob Berzelius [jœns ˌʝɑːkɔb bæɹˈseːliɵs], auch (Jöns) Jacob Berzelius (* 20. August 1779 im Socken Väversunda, Östergötland; † 7. August 1848 in Stockholm), war ein schwedischer Mediziner und Chemiker. Er gilt als Vater der modernen Chemie.
Berzelius führte die chemische Symbolsprache mit den Buchstaben für die chemischen Elemente ein und bestimmte erstmals eine Vielzahl der Atommassen von Elementen genau. Berzelius entwickelte ein erstes Modell zum Verständnis der Elektrolyse und zu Stoffumsetzungen durch die Annahme einer positiven und einer negativen Ladung in jedem Teilchen (dualistische Theorie). Er entdeckte die Elemente Cer, Selen und Thorium; andere Elemente wurden von ihm erstmals in elementarer Form dargestellt (Silicium, Zirconium, Titan, Tantal, Vanadium).

## Leben und Wirken
Jöns Jakob Berzelius wuchs in einem evangelischen Pfarrhaus auf. Er verlor im Alter von vier Jahren seinen Vater, Samuel Berzelius (1743–1783), der an Tuberkulose starb. Samuel Berzelius war Pfarrer und Lehrer in Linköping, seine Mutter Anna Christina stammte aus dem nahen Väversunda. Die Mutter heiratete 1785 den Pfarrer Anders Ekmarck aus Norrköping, dem Berzelius in seiner Autobiografie einen mustergültigen Charakter bescheinigte und der in ihm die Liebe zur Natur (Botanik) weckte. Nach dem Tod der Mutter 1787 führte Berzelius’ Tante Flora Sjösteen den mit acht Kindern in Ekeby den Haushalt. Als der Stiefvater 1791 erneut heiratete, musste Berzelius mit seiner Schwester zu seinem Onkel Magnus Sjösteen auf ein Gut in Väversunda Sörgard ziehen. Der Onkel hatte selbst sieben Kinder. Jöns’ Verhältnis zur oft alkoholisierten Tante war schlecht und er litt unter der Behandlung durch seine Cousins.
Der Name Berzelius ist eine latinisierte Form des Namens Bergsäter. Ursprünglich hießen die Vorfahren von Berzelius aber Hakannson und bewohnten das Gut Bergsäter bei Motala.
Jöns Jakob Berzelius wurde zunächst von Hauslehrern erzogen. Ab 1793 besuchte er das Gymnasium in Linköping. Da er aber auch hier der rauen Behandlung durch seine Cousins ausgesetzt war, nahm er für ein Jahr (1794/95) seinerseits eine Stelle als Hauslehrer bei Norrköping an, wo er mit Hilfe seines ehemaligen Hauslehrers die Begeisterung für Naturstudien vertiefte. Nach dem Ende der Hauslehrerzeit kehrte er auf das Gymnasium zurück und zog nach seinem Abschluss 1796 nach Uppsala. Ab 1797 nahm er das Studium der Medizin an der Universität Uppsala auf, welches er bald darauf aus finanziellen Gründen unterbrach und erneut Hauslehrer wurde, ab 1798 jedoch mit einem Stipendium fortsetzen konnte. Berzelius’ Interesse für die Chemie war zunächst nicht sehr ausgeprägt, wurde aber durch die Teilnahme an elektrischen Versuchen seines Stiefbruders Kristofer Ekmarck geweckt. 1801 erhielt Berzelius seinen Kandidaten- und Lizentiatsabschluss. Seine Dissertation, betitelt Effekte von galvanischer Elektrizität auf Patienten, die er bereits 1801 eingereicht hatte, erschien 1802. In dieser Arbeit wies er nach, dass der damals modische Galvanismus keinen praktischen medizinischen Nutzen zeigte. Für die Dissertation begann er schon mit elektrochemischen Experimenten und baute dafür eine Volta’sche Säule (Batterie). Die Promotion zum Doktor der Medizin bei Johan Afzelius erfolgte erst 1804.

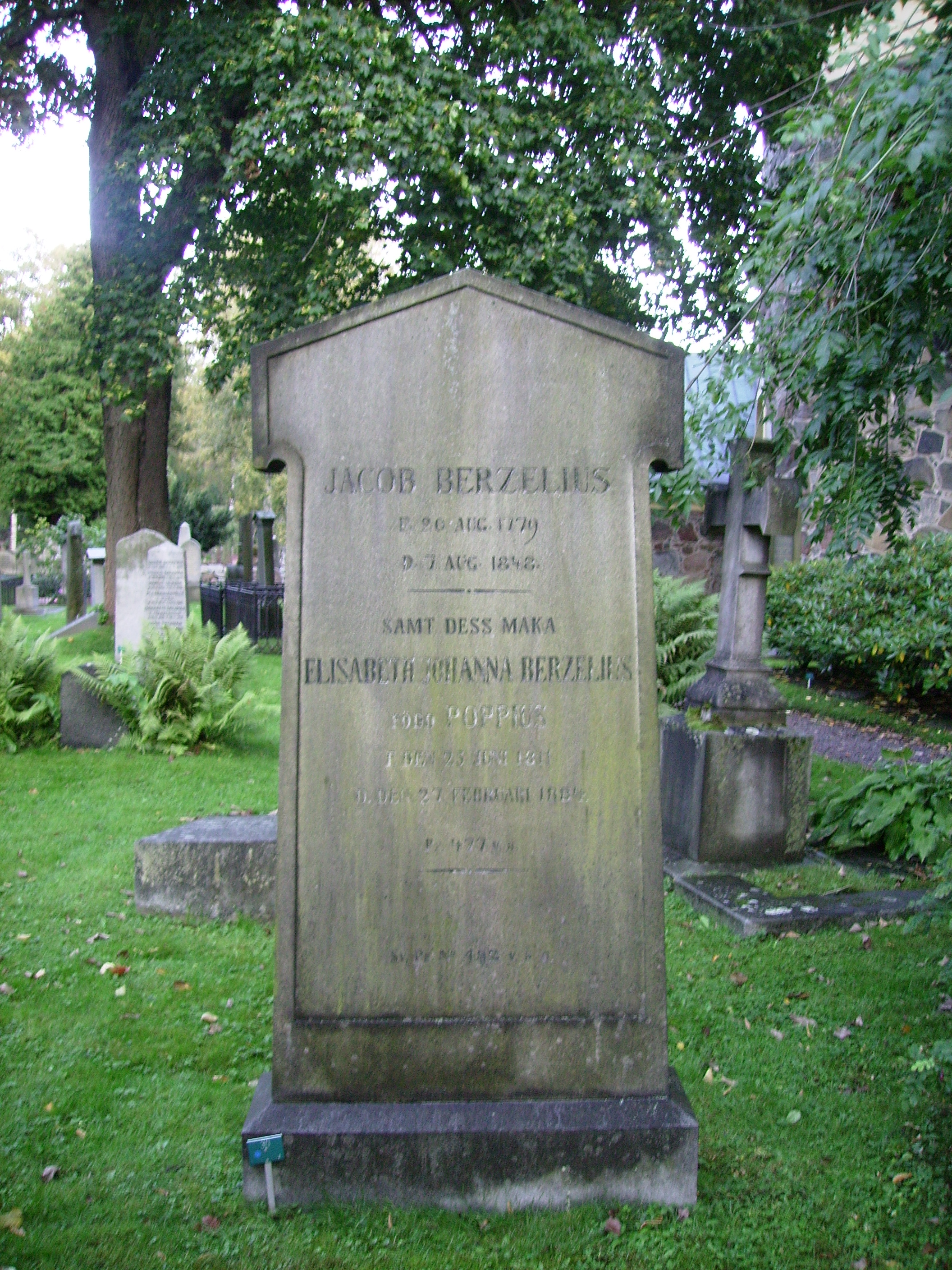
Jacob Berzelius’ Grabstein auf dem Friedhof Solna kyrkogård

Noch im selben Jahr 1802 wurde Berzelius unbesoldeter Mitarbeiter (Adjunkt) im chirurgischen Institut in Stockholm (seit 1810 Karolinska-Institut). Da er anfangs kaum Einkünfte hatte, wohnte er beim Mineralwasser-Unternehmer Lars Gabriel Werner, für den er als Ausgleich für Kost und Logis Untersuchungen anstellte. Im chirurgischen Institut stand Berzelius kein Labor zur Verfügung. Der Bergwerkbesitzer Wilhelm Hisinger, der auch selbst experimentierte, ließ ihn jedoch Laborräume nutzen, in denen er die ersten international beachteten Experimente durchführen konnte. 1805 wurde er Assessor ohne Bezüge, da seine Bewerbung um die Nachfolge von Anders Sparrman nicht erfolgreich war. Gleichzeitig wurde er Armenarzt im Ostteil von Stockholm, was er bis 1810 blieb. 1806 wurde er aufgrund des plötzlichen Todes von Sparrmans Nachfolger zum bezahlten Lektor der Chemie ernannt. Im Jahre 1807 wurde er Professor der Medizin und Pharmazie am chirurgischen Institut. 1808 wurde er in die Schwedische Akademie der Wissenschaften aufgenommen und wurde schon 1810 deren Präsident. Mit der Gründung des Karolinska-Institutes wurde der Bereich von Berzelius’ Professur in Chemie und Pharmazie umgewandelt. 1812 konnte er erstmals eine Studienreise nach England unternehmen. 1817 erhielt Berzelius einen Ruf an die Universität Berlin als Nachfolger von Martin Heinrich Klaproth, den er jedoch ablehnte. 1818–1819 hielt Berzelius sich ein Jahr lang in Paris auf, wo er mit zahlreichen bedeutenden Chemikern zusammentraf. Ebenfalls 1818 erhob man ihn in den Adelsstand. 1822 wurde er in die American Academy of Arts and Sciences gewählt. 1832 legte er sein Amt als Professor nieder. 1835 heiratete er die 24-jährige Elisabeth Poppius, Tochter des befreundeten Kabinettsministers Gabriel Poppius, und wurde gleichzeitig vom König in den Freiherrenstand erhoben. 1847 erlitt er einen Anfall, der seine Beine lähmte. Am 7. August 1848 verstarb Berzelius in Stockholm und wurde in Solna begraben.
Berzelius wurde als sehr temperamentvoll und sogar leicht reizbar beschrieben. Er kooperierte eng mit seinem ehemaligen Schüler Friedrich Wöhler. Seine Haushälterin Anna Sundström arbeitete ebenfalls eng mit ihm zusammen und fungierte zeitweise als seine Laborassistentin. Zu seinen weiteren Schülern in Stockholm gehörten Christian Gottlob Gmelin, Heinrich und Gustav Rose und Gustav Magnus.

## Wissenschaftliches Werk

### Elektrochemische Theorie
Im Jahr 1802 untersuchte Berzelius mit Hisinger die Zerlegung einer Salzlösung durch eine Voltasche Säule (Elektrolyse). Er stellte fest, dass eine Alkalisalzlösung durch die Voltasche Säule in eine Säure und eine Base umgewandelt wird. Er nahm an, dass Atomgruppen sich wie kleine Magneten verhalten würden. Ein Teilchen könne elektropositiv, elektronegativ oder unipolar bei einer Voltaschen Säule reagieren. Berzelius nahm an, dass alle Salze – anorganische und organische – aus einem positiven und einem negativen Pol bestünden und kleine, molekulare Magnete darstellten. In einem elektropositiven Molekül-Magnet überwiege die positive Ladung, in einem elektronegativen Teilchen die negative Ladung. Nach seiner Theorie bestand Kaliumsulfat aus den elektropositiv geladenen Teilchen KO und dem elektronegativ geladenen SO3. Berzelius’ Veröffentlichung zur Elektrochemie beeinflusste auch Humphry Davy, der 1806 erfolgreich elektrochemische Experimente durchführte, welche diesem, zur Enttäuschung von Berzelius, eine viel höhere Anerkennung eintrugen (Davy erhielt 1807 den französischen Volta-Preis durch Napoleon). Mit seinem Freund Magnus Martin Pontin wiederholte er die Experimente von Davy zur Isolierung von Alkalimetallen, wobei sie eine Quecksilberelektrode verwendeten, mit der dann Davy neue Entdeckungen gelangen.
Die dualistische Theorie der chemischen Stoffe blieb für 20 Jahre die herrschende Lehrmeinung in der Chemie, bis Jean Baptiste Dumas für die organische Chemie die radikalische Substitution entdeckte. Später wurden durch Michael Faraday und Svante Arrhenius die Salze in wässriger Lösung als Ionen (z. B. K+) erkannt. Damit war bewiesen, dass die dualistische Theorie falsch war. Heute nutzt man die Erkenntnisse der dualistischen Theorie bei der Erstellung von Oxidationszahlen für Redoxgleichungen, um die Ladungszahl eines Atoms in einem Molekülteil anzugeben. Auch die Begriffe „elektropositiv“ und „elektronegativ“ haben sich zur Kennzeichnung einer polarisierten Bindung in einem Molekül erhalten.

### Atommassen
Der Sauerstoff war für Berzelius das negativste Element; alle Elemente, die mit dem Sauerstoff verbunden sind, mussten nach ihm eine elektropositive Ladung besitzen. Manche Elemente wie Schwefel konnten mitunter elektropositiv wie auch elektronegativ sein (im Schwefeldioxid ist der Schwefel elektropositiv, als Metallsulfid elektronegativ). Er sortierte die Elemente in eine Spannungsreihe ein. Für Berzelius war der elektronegative Sauerstoff der Dreh- und Angelpunkt für seine weiteren Versuche. Die besonders wichtige Stellung des Sauerstoffs lag in seinem Vermögen, mit Metallen gut bestimmbare Verbindungen zu erzeugen und außerdem enthielten alle damals bekannten Säuren und Basen Sauerstoff. Erst Davy konnte die erste Säure ohne Sauerstoff, die Salzsäure, darstellen. Berzelius gab dem Sauerstoff willkürlich die Atommasse 100 und bezog alle anderen Atommassen auf den Sauerstoff. Später wählte er als Bezugspunkt auch den Wasserstoff. Vorarbeiten für seine genauen Untersuchungen zur Bestimmung der Atommasse bildeten die Atomtheorie von John Dalton, die Arbeiten von Carl Friedrich Wenzel (1740–1793) und das Gesetz der multiplen Proportionen von Jeremias Benjamin Richter.
Auf der Basis von Fällungen zu Metalloxiden sowie anderer Fällungsreaktionen und anschließender Massenbestimmung konnte Berzelius zwischen 1808 und 1818 die Atommasse von 40 Elementen ermitteln.
Dieses Werk bildete einen Meilenstein für die Entwicklung der Chemie. Bei einigen Metalloxiden (Fe2O3, Fe3O4) bildete sich kein ganzzahliges Vielfaches zum Metallatom, bei den Verhältnissen 2 : 3 vermutete er chemische Mischungen aus 1 : 1 + 1 : 2. Er berechnete daher bei diesen Metalloxiden die doppelte Atommasse. Im Jahr 1827 veröffentlichte Berzelius eine verbesserte Atommassentabelle. Sie enthielt zusätzlich noch die Elemente Chlor und Stickstoff.

### Neue chemische Elemente
Berzelius entdeckte auch neue chemische Elemente und benannte sie. Mit Hisinger entdeckte er das Oxid des Elements Cer, dieser Name wurde in Anlehnung an den vom Italiener Giuseppe Piazzi neu entdeckten Planeten Ceres vergeben. 1817 entdeckte Berzelius bei Analysen in der chemischen Fabrik bei Gripsholm neben dem Tellur (Darstellung durch Martin Heinrich Klaproth), das Element Selen (1818) (griech. selene „Mond“).
Sein Schüler Johan August Arfwedson entdeckte mehrere neue Mineralien (Petalit, Spodumen, Lepidolith). Ein neues Element mit dem Namen Lithium (griech. lithos „Stein“) wurde in diesen Mineralien gefunden. In einem weiteren Mineral aus Norwegen entdeckte er das Thorium (benannt nach dem germanischen Donnergott Thor). Eine Reihe weiterer Stoffe konnte er in elementarer Form durch Einwirkung von Kalium auf die entsprechenden Halogenide gewinnen. Hierzu zählen Silicium (1823), Zirconium (1823), Titan, Tantal (1824), Thorium (1826) und Vanadium (von Vanadis, der nordischen Göttin für Schönheit).

### Chemische Elementsymbole
Schon Lavoisier und John Dalton hatten chemische Elementsymbole entwickelt. Berzelius bezeichnete die Atome mit dem Anfangsbuchstaben oder dem ersten und einem anderen Buchstaben aus dem lateinischen Wort. Durch Anfügung der Atomanzahl nach dem Atom konnte nun eine chemische Formel für einen Stoff angegeben werden, zum Beispiel H2O. Bei Doppelatomen in einer Formel wurde von ihm mitunter auch das Atom durchgestrichen.
Mitunter setzte Berzelius Punkte und Striche bei mineralogischen Angaben. Die Abkürzung nach lateinischen Namen und die Darstellung der Summenformel hat sich in der Nomenklatur durchgesetzt und ist bis heute gültig.
Beispiele für Elementsymbole von Berzelius:
- H für hydrogenium (Wasserstoff)
- O für oxygenium (Sauerstoff)
- Fe für ferrum (Eisen)
- Pb für plumbum (Blei)
- Hg für hydrargyrum (Quecksilber)

### Sonstiges
Berzelius erkannte, dass Stoffe mit gleicher Zusammensetzung unterschiedliche Eigenschaften aufweisen konnten. Er nannte diesen Effekt Isomerie. Das Auftreten von Elementen in verschiedenen Erscheinungsformen nannte er Allotropie. 1835 gab er der von Eilhard Mitscherlich, Humphry Davy, Andreas Libavius und Johann Wolfgang Döbereiner aufgefundenen beschleunigten Stoffumwandlung durch einen Hilfsstoff, der sich dabei nicht verändert, die Bezeichnung Katalyse. Die Mineralien, die bislang nach äußerlichen Eigenschaften eingeteilt waren, klassifizierte er nach ihrer chemischen Zusammensetzung. In der Organischen Chemie versuchte er, sein dualistisches Prinzip der Materie durch seine Radikaltheorie zu stützen. Die Radikaltheorie wurde jedoch später von Jean-Baptiste Dumas verworfen. Er setzte an ihre Stelle im Jahre 1834 die Substitutionstheorie (siehe hierzu Geschichte der Substitutionsreaktion).
Berzelius gebrauchte erstmals den Begriff „Organische Chemie“ (Organisk Kemi). Zwischen 1808 und 1830 erschienen die sechs Bände seines Lehrbuches für Chemie (Lärbok i kemien). Das Lehrbuch ist in viele Sprachen übersetzt worden und beeinflusste die Entwicklung der Chemie im 19. Jahrhundert entscheidend. Es wurde von Friedrich Wöhler unter Mitwirkung von Karl August Blöde und K. Palmstedt ins Deutsche übersetzt. Ab 1821 gab Berzelius regelmäßig die Jahresberichte über die Fortschritte der physischen Wissenschaften (Årsberättelse om framstegen i fysik och kemi) heraus. Er führte Becherglas, Glastrichter, Filterpapier, Kautschukschläuche, Spiritusbrenner (Berzeliuslampe), Wasserbad und Exsikkator für das chemische Laboratorium ein. 1838 schlug er Gerardus Johannes Mulder den Begriff Protein vor.
1807 beschrieb Berzelius, dass fossile Knochen größere Mengen an Fluor enthalten als Knochen aus der Gegenwart; aus dieser Beobachtung ging später die Fluor-Datierung hervor.

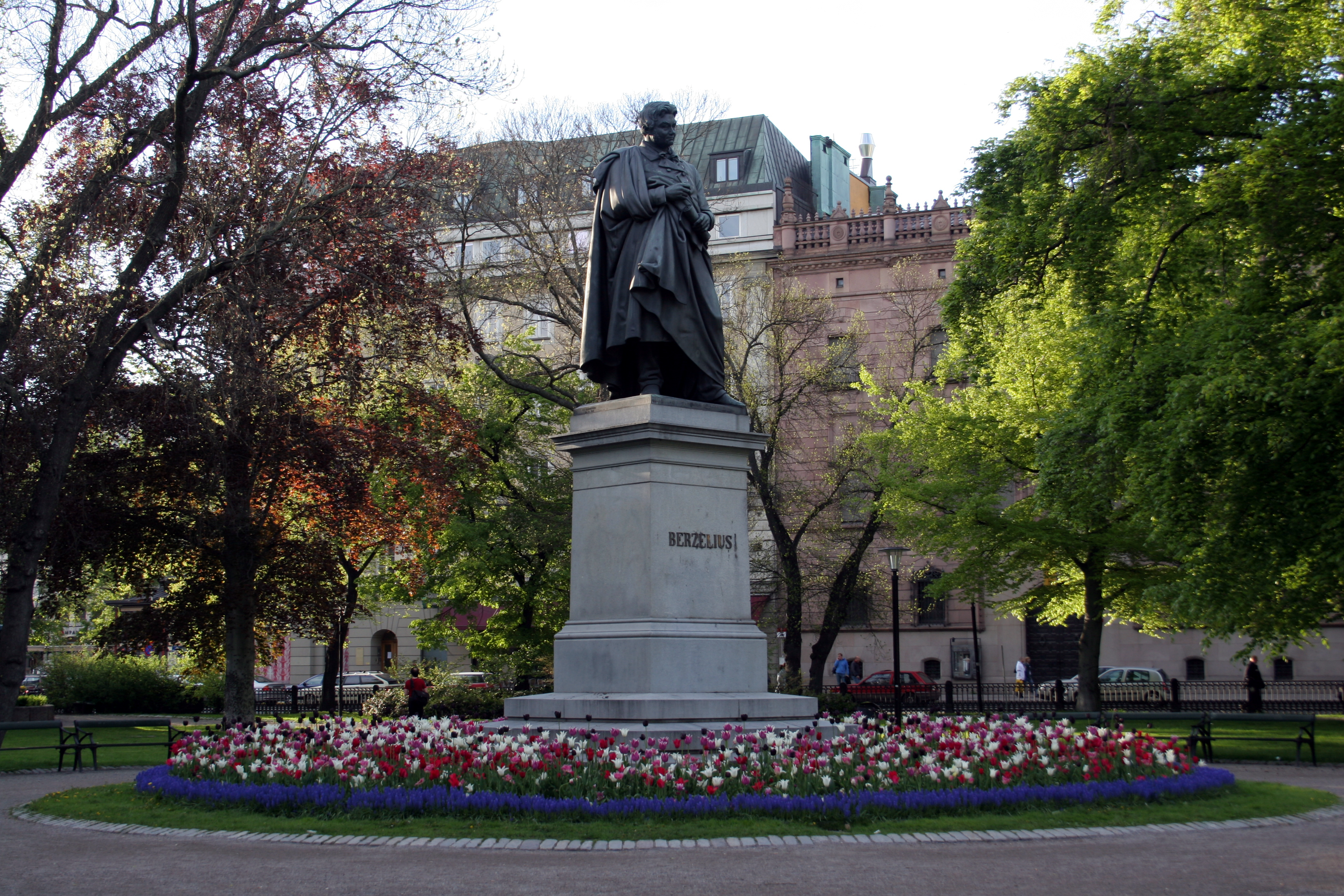
Berzelius-Statue im Berzelii-Park (Stockholm)

## Ehrungen und Mitgliedschaften
Berzelius wurde 1805 in der Freimaurerloge St. John’s Lodge St. Erik in Stockholm in den Bund der Freimaurer aufgenommen. 1808 wurde er Mitglied der Königlich Schwedischen Akademie der Wissenschaften in Stockholm. Von 1819 bis zu seinem Tod war er Sekretär dieser Akademie, die er gründlich reformierte. 1813 wurde er als Foreign Member in die Royal Society aufgenommen, die ihm 1836 die Copley-Medaille verlieh. Seit 1812 war er korrespondierendes und seit 1825 auswärtiges Mitglied der Preußischen Akademie der Wissenschaften. 1816 wurde er in die Académie des sciences aufgenommen. Im Jahr 1818 wurde er zum Mitglied der Gelehrtenakademie Leopoldina gewählt. Der Bayerischen Akademie der Wissenschaften gehörte er seit 1820 als auswärtiges Mitglied an. 1820 wurde er als Mitglied in die American Philosophical Society sowie als Ehrenmitglied (Honorary Fellow) in die Royal Society of Edinburgh und in die Russische Akademie der Wissenschaften in Sankt Petersburg gewählt. Er wurde 1826 auswärtiges Mitglied der Göttinger Akademie der Wissenschaften, 1827 Mitglied der Niederländischen Akademie der Wissenschaften, 1834 der Académie royale des Sciences, des Lettres et des Beaux-Arts de Belgique und 1837 der Schwedischen Akademie. 1842 erhielt er den preußischen Orden Pour le Mérite für Wissenschaften und Künste. 1835 wurde er Baron.
Der Mondkrater Berzelius und der Asteroid (13109) Berzelius sind nach ihm benannt, ferner auch die beiden Minerale Berzelianit und Berzeliit.
Nach ihm benannt ist auch die Pflanzengattung Berzelia Mart. aus der Familie der Fuchsschwanzgewächse (Amaranthaceae).

## Schriften (Auswahl)

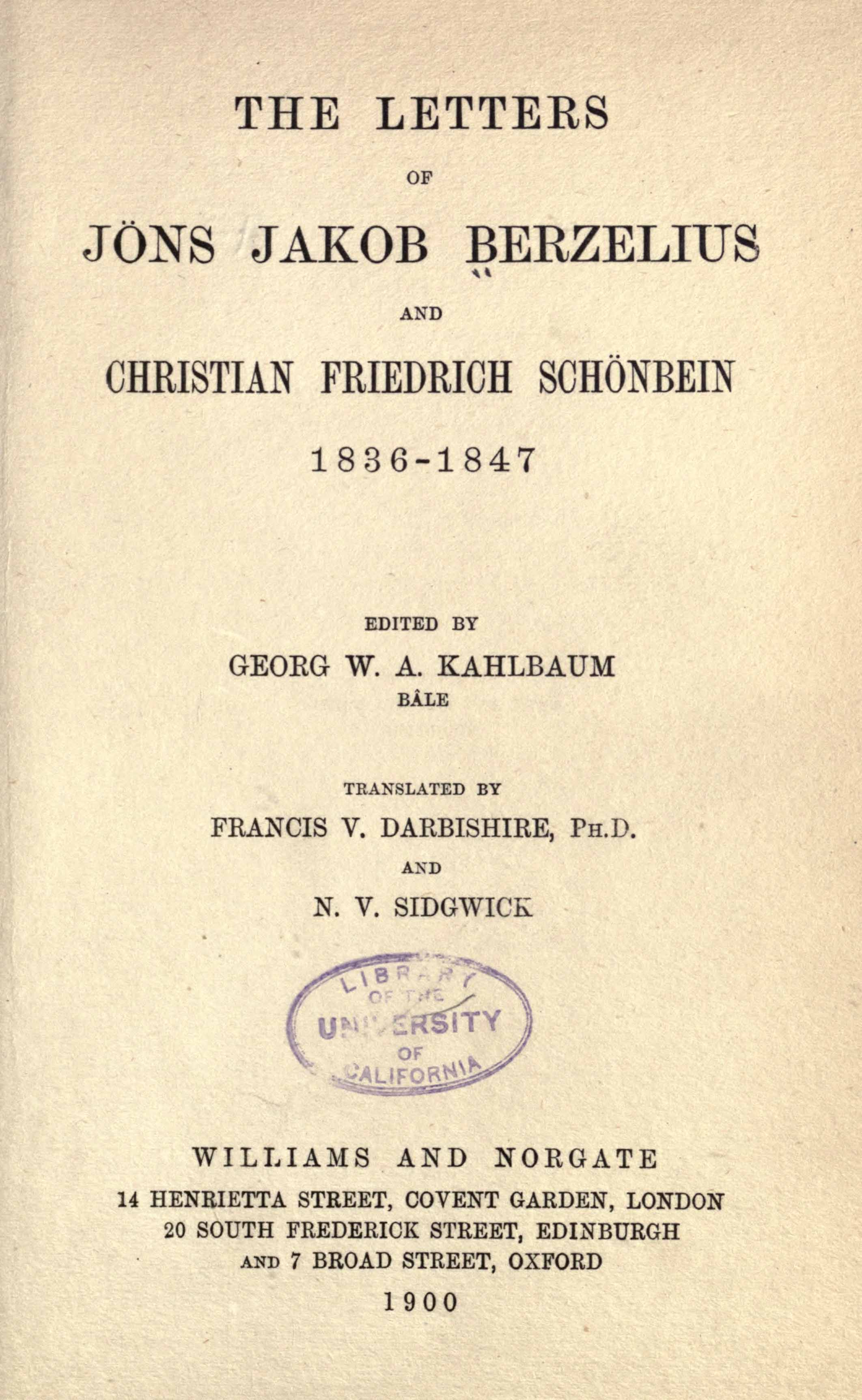
The Letters of Jöns Jakob Berzelius and Christian Friedrich Schönbein 1836 1847, London 1900

- De electricitatis galvanicæ apparatu cel. Volta excitæ in corpora organica effectu (Latein), 1802 (gescannt online verfügbar)
- Uebersicht der Fortschritte und des gegenwärtigen Standes der thierischen Chemie. 1810
- Das saidschitzer Bitterwasser: chemisch untersucht. Haase, Prag 1840 (urn:nbn:de:hbz:061:2-14327)
- Föreläsningar in djurkemien. („Vorlesungen über Tierchemie“). 1. Teil, 1806
  - Lehrbuch der Tierchemie. Deutsch von F. Wöhler. Reutlingen 1832
- Lehrbuch der Chemie. – Internet Archive, Band 1.1. (2. Aufl. 1825), übersetzt von F. Wöhler
- Lehrbuch der Chemie. Band 1 (5. Aufl. 1856), deutsch
- Lehrbuch der Chemie. – Internet Archive, Band 2.1. (1. Aufl. 1826), übersetzt von F. Wöhler
- Lehrbuch der Chemie. – Internet Archive, Band 2.2. (1. Aufl. 1826), übersetzt von F. Wöhler
- Lehrbuch der Chemie. Band 2 (5. Aufl. 1856), deutsch
- Lehrbuch der Chemie. Band 3.1 (1. Aufl. 1827), übersetzt von F. Wöhler
- Lehrbuch der Chemie. Band 3.2 (1. Aufl. 1828), übersetzt von F. Wöhler
- Lehrbuch der Chemie. Band 3 (5. Aufl. 1856), deutsch
- Lehrbuch der Chemie. Band 4.1 – Thierchemie (1. Aufl. 1831), übersetzt von F. Wöhler
- Lehrbuch der Chemie. Band 4.2 – Chemische Operationen und Geräthschaften (1. Aufl. 1831), übersetzt von F. Wöhler
- Lehrbuch der Chemie. Band 4 (5. Aufl. 1856), deutsch
- Lehrbuch der Chemie. Band 5 (5. Aufl. 1856), deutsch
- Lehrbuch der Chemie. Band 6 (3. Aufl. 1837), übersetzt von F. Wöhler
- Lehrbuch der Chemie. Band 7 (4. Aufl. 1838), übersetzt von F. Wöhler
- Lehrbuch der Chemie. – Internet Archive, Band 8. (4. Aufl. 1839), übersetzt von F. Wöhler
- Lehrbuch der Chemie. Band 9 (4. Aufl. 1840), übersetzt von F. Wöhler
- Lehrbuch der Chemie. Band 10 (3. Aufl. 1841), übersetzt von F. Wöhler
- Selbstbiographische Aufzeichnungen. In: Georg Kahlbaum (Hrsg.): Monographien aus der Geschichte der Chemie. Heft 7, Barth, Leipzig 1903, (archive.org)